# Strengelbach
Strengelbach est une commune suisse du canton d'Argovie, située dans le district de Zofingue.

Vue aérienne (1964).